# Callionymus hindsii
 Callionymus hindsii és una espècie de peix de la família dels cal·lionímids i de l'ordre dels cipriniformes que es troba des del Golf Pèrsic fins a la Xina, Indonèsia, Borneo, Nova Guinea, les Filipines i el sud de l'Àsia meridional.